# Kościół św. św. Piotra i Pawła w Terebiniu
Kościół św. św. Piotra i Pawła w Terebiniu – rzymskokatolicki kościół w Terebiniu, dawna cerkiew św. Eliasza.
Wzniesiona najprawdopodobniej w II poł. XVIII w. (chociaż istnieją wzmianki na jej temat jeszcze z XVII stulecia) na potrzeby społeczności wyznania unickiego. Po likwidacji unickiej diecezji chełmskiej w 1875 przejęta przez Rosyjski Kościół Prawosławny.
Adaptacja cerkwi na kościół nastąpiła w 1921, nowym patronem obiektu został św. Andrzej Bobola. Prawosławni mieszkańcy Terebinia bezskutecznie odwoływali się od tej decyzji do Ministerstwa Wyznań Religijnych i Oświecenia Publicznego. W czasie II wojny światowej kościół ponownie został zaadaptowany na cerkiew. W 1950 świątynię przejęła katolicka parafia w Werbkowicach. Budynek w 1951 został rekoncyliowany; nosi od tego czasu wezwanie św. św. Piotra i Pawła. W momencie zmiany wyznania w Terebiniu, na skutek wywózek Ukraińców do ZSRR i Akcji Wisła, pozostała tylko jedna osoba deklarująca wyznanie prawosławne. Od 1990 kościół św. św. Piotra i Pawła jest świątynią parafialną.
W latach 2001–2003 kościół został przeniesiony na nowe miejsce i rozbudowany.
Budynek jest drewniany, trójdzielny, z jedną kopułą. W jego zewnętrznej architekturze wyróżnia się otaczający cały obiekt dach, wsparty na słupach. We wnętrzu zachowały się pierwotnie greckokatolickie ołtarzyki z ikonami.